# 永岡弘行
永岡 弘行（ながおか ひろゆき、1938年 - ）は、日本の反カルト運動家。日本脱カルト協会理事、「オウム真理教家族の会」代表。

## 概要
一般企業に勤務していたが、長男永岡辰哉がオウム真理教に入信したことをきっかけに、1989年より信者家族との交流をはじめ、1989年10月に「オウム真理教被害者の会」（現「オウム真理教家族の会」）を立ち上げ、会長に就任した。
被害者の会会長就任によりオウム真理教から様々な嫌がらせをされるようになり、同じく被害者の会の坂本堤、滝本太郎と同じく命を狙われ、1995年1月に山形明、高橋克也からVXによる襲撃に遭う（オウム真理教被害者の会会長VX襲撃事件）。生死の境をさまよい、一命を取りとめたものの右半身麻痺になり、現在でも通院生活を送っている。

## オウム事件後
- 地下鉄サリン事件以降、法廷での傍聴や東京拘置所での幹部信者との面会を続けた。VX事件や坂本弁護士事件、松本サリン事件、地下鉄サリン事件などの加害者であり麻原信仰を貫いている新実智光にも面会を重ね、新実について「とても礼儀正しい男」であるとしている[3]。またVXを製造した土谷正実の両親とも交友がある。永岡はオウム真理教の信者を見て、かつて会社のセミナーでホテルに缶詰めにされ研修させられた自分と似ていると感じたという[4]。
- 2011年11月に、オウム真理教被害対策弁護団、日本脱カルト協会およびオウム真理教家族の会が、オウム真理教事件で死刑判決を受けた13人のうち松本智津夫死刑囚以外の12人は死刑に処すべきでないとする声明を発表した際には「死んでしまいたいという信者もいるが、おまえたちにはまだ義務があるといいたい」と語った[5]。対して松本智津夫に関しては「繰り返し死刑にしたい」と死刑制度賛成を語る[6]。
- 2017年2月24日のNHKニュースにてインタビューを受け、同年2月13日の金正男の殺害がVXによるものと断定されたことについて「自分と症状が似ていると思った」と話した[7]。